# Přebor Plzeňského kraje
Přebor Plzeňského kraje patří společně s ostatními krajskými přebory mezi páté nejvyšší fotbalové soutěže v Česku. Je řízen Plzeňským krajským fotbalovým svazem. Hraje se každý rok od léta do jara se zimní přestávkou. Účastní se ho 16 týmů – z Plzeňského kraje, každý s každým hraje jednou na domácím hřišti a jednou na hřišti soupeře. Celkem se tedy hraje 30 kol. Vítězem se stává tým s nejvyšším počtem bodů v tabulce a postupuje do Divize A. Poslední tři týmy sestupují do I.A třídy. Do Přeboru Plzeňského kraje vždy postupuje vítěz, druhý tým a třetí tým I.A třídy.

## Vítězové
| Ročník    | Vítězný tým             |
| --------- | ----------------------- |
| 2002/2003 | FC Viktoria Plzeň „B“   |
| 2003/2004 | TJ Chanos Chanovice     |
| 2004/2005 | FK Stafin Holýšov       |
| 2005/2006 | FK Horažďovice          |
| 2006/2007 | TJ Jiskra Domažlice     |
| 2007/2008 | FK Tachov               |
| 2008/2009 | SK Senco Doubravka      |
| 2009/2010 | TJ Slavoj Koloveč       |
| 2010/2011 | FC Spartak Chrást       |
| 2011/2012 | SK Senco Doubravka      |
| 2012/2013 | TJ Slavoj Koloveč       |
| 2013/2014 | TJ Slavoj Koloveč       |
| 2014/2015 | SK Petřín Plzeň         |
| 2015/2016 | TJ Sušice               |
| 2016/2017 | SK Petřín Plzeň         |
| 2017/2018 | FK Tachov               |
| 2018/2019 | SK Petřín Plzeň         |
| 2019/2020 | TJ Jiskra Domažlice "B" |
| 2020/2021 | Bez vítěze              |
| 2021/2022 | TJ Jiskra Domažlice "B" |
| 2022/2023 | FK Tachov               |
| 2023/2024 | SK Slavia Vejprnice     |
| 2024/2025 | FC Křimice              |